# Viguieranthus subauriculatus
Viguieranthus subauriculatus är en ärtväxtart som beskrevs av Villiers. Viguieranthus subauriculatus ingår i släktet Viguieranthus och familjen ärtväxter. Inga underarter finns listade i Catalogue of Life.